# Золото проклятої копальні
«Золото проклятої копальні» (англ. The Unfortunate) — американський кінофільм режисера Лола Уоллеса, що вийшов на екрани в 2007 році.

## Сюжет
Здається, що героям фільму надзвичайно пощастило. Саме вони опинилися на закинутій копальні, де за чутками досі зберігаються багатства, накопичені місцевими старателями. Та заволодіти скарбом виявиться нелегко, адже на варті золота чатують примари видобувачів, які багато років тому вбивали один одного заради наживи.

## У ролях
| Актор           | Роль |
| --------------- | ---- |
| Кессі Джей      | -    |
| Аарон Леддік    | -    |
| Джилл Слеттері  | -    |
| Бретт Хандлі    | -    |
| Jay Costelo     | -    |
| Ерін Флемінг    | -    |
| Уорд Робертс    | -    |
| Девід Рейнольдс | -    |
| Джон Каріус     | -    |
| Аманда Уорд     | -    |

## Знімальна група
- Режисер — Лола Уоллес
- Сценарист — Том Девлін, Лола Уоллес
- Продюсер — Дерек Осідех, Різа Райз, Шеррі Стрейн
- Композитор — Мел Льюїс